# Las Pitas
Las Pitas är en ort i Mexiko.   Den ligger i kommunen Ciudad Valles och delstaten San Luis Potosí, i den centrala delen av landet, 300 km norr om huvudstaden Mexico City. Las Pitas ligger 299 meter över havet och antalet invånare är 187.
Terrängen runt Las Pitas är platt österut, men västerut är den kuperad. Runt Las Pitas är det ganska tätbefolkat, med 78 invånare per kvadratkilometer. Närmaste större samhälle är Maitinez, 19,1 km väster om Las Pitas. Omgivningarna runt Las Pitas är en mosaik av jordbruksmark och naturlig växtlighet.